# W-подібний двигун

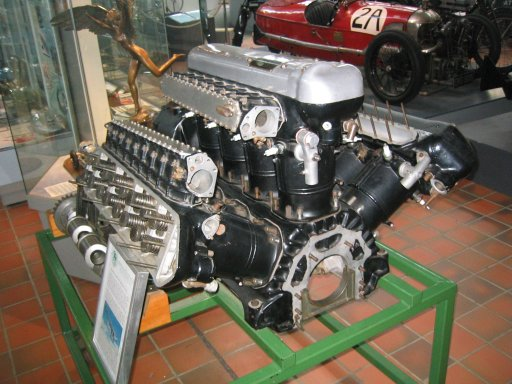
W-подібний двигун

W-подібний двигун — конфігурація поршневого двигуна внутрішнього згоряння, що має розташування циліндрів, яке нагадує у поперечному розрізі літеру W. Зазвичай W-подібний двигун являє собою двигун з 3 або 4 рядами циліндрів розташованих зверху під кутом менше 90 градусів по відношенню один до одного, над спільним колінчастим валом. Відмінною особливістю даного типу двигуна є компактність в порівнянні з іншими типами двигунів використовуваними в серійних автомобілях і мають схожі характеристики потужності.
Існують також W-подібні двигуни з рядним розташуванням циліндрів в шаховому порядку в кожній з двох секцій одного блоку циліндрів. При цьому кожна з двох секцій такого W-образного двигуна має свою ГБЦ і кут між циліндрами (в одній секції) в 10-15 градусів, як у звичайному VR-подібному двигуні. Відстань між секціями в такому двигуні менше 90 градусів.
W-подібні двигуни за всю історію свого існування застосовувалися як в автомобілях, так і в авіації і в мотоциклах.

## Носії
- Bugatti Veyron
- Bugatti Chiron
- Audi A8
- Volkswagen Passat
- Volkswagen Phaeton
- Bentley Motors
- Деякі літаки часів Другої світової війни.